# 克拉麗絲·菲爾斯
克拉麗絲·菲爾斯（Clarice E. Phelps）是美國科学家，在橡树岭国家实验室工作，她參與了發現了117號化學元素鿬（Ts）的跨團隊計劃中。克拉麗絲在橡树岭实验室中是負責同位素產業應用的計劃經理。她也研究放射性「超重元素」（例如鈽-238）的處理。

## 早年及教育
菲爾斯參加了Tennessee Aquatic Project and Development Group（TAP），是針對青年人的非營利組織。菲爾斯在2003年在田納西州立大學取得化學理學士學位。

## 美國海軍
菲爾斯在海軍中參與核動力、核反應器理論、热力学方面的工作，在隆納·雷根號航空母艦上工作，在上面維護二個核反應器。

## 橡树岭国家实验室
菲爾斯在2009年加入了橡树岭国家实验室。此實驗室使用橡树岭的核反應器來研究許多不同的同位素，以及其作用原理。 

### 有關117號化學元素的研究
橡树岭国家实验室中有一個團隊協助117號元素鿬（Ts）的發現，而菲爾斯是其中的兼職成員。一般認為菲爾斯是第一位有協助發現新化學元素的非裔美國女性。
117號元素稱為鿬（Ts），是已發現的元素中第二重的元素。Ts的發現是由幾個實驗室合作的成應，Ts是在核反應器中產生的，科學家是由钙同位素去撞擊锫同位素，產生核聚变，之後產生了新元素Ts。

### 有關化學元素锫的研究
锫是危險性最高，放射性最強的化學元素之一。橡树岭国家实验室是全世界唯一可以製造锫供實驗用的地方。在製備锫之後，需要純化才能供實驗使用。锫的半衰期只有310天，锫會因為放射性衰變而減少，310天後只會留下一半。橡树岭国家实验室只能製備少量的锫（少於30mg），需要在因放射性衰變而減少之前，快速的進行純化。
菲爾斯和二個同事為了純化锫而工作了三個月，最後完成了，锫減少了不到1mg。菲爾斯把整個純化描述為包括許多步驟的繁瑣過程。在他們完成後，將高純度的锫送到俄羅斯杜布纳的實驗室，稱為杜布纳联合原子核研究所（JINR）。科學家將锫和鈣進行核融合，產生了鿬（Ts），其英文名稱為tennessine，得名自橡树岭国家实验室所在的美國田纳西州。
菲爾斯在2013年成為橡树岭国家实验室中製備同位素镍-63及硒-75計劃的經理。她也研究钚同位素以及镎同位素，是美国国家航空航天局用來推動太空船的材料。菲爾斯也研究醫學研究及治療中會用到的同位素，例如锕、镧、铕及钐。菲爾斯也在加州稀有同位素育種升級計劃（Californium Rare Isotope Breeder Upgrade project，CARIBU）中研究锎-252的電泳沉積。橡树岭国家实验室製備的全世界大部份的锎，用在癌症治療上。

## 成員及獎項
菲爾斯在2017年獲得了基督教女青年會的Knoxville Tribute to Women Technology, Research, and Innovation Award。此獎項鼓勵「各地區的女性在科技上的開創，以及在社群中傑出的服務。」。菲爾斯是美国化学学会的成員之一。菲爾斯協助開始田納西州諾克斯維爾高中的計劃，教授高中生機器人、無人機、電路以及程式。國際純化學和應用化學聯合會在2019年6月3日提名菲爾斯為IUPAC年輕化學家的週期表（IUPAC Periodic Table of Younger Chemists），原因是「她在研究以及公共參與上傑出的表現，也是多元化的重要倡導者。」

## 英語維基百科上的爭議
英語維基百科二次刪除菲爾斯的條目，而爭議的焦點在她在117號元素發現過程中的貢獻\。
在2019年5月1日的爭論中有提到沒有專家提到她是第一個參與新元素發現的非裔美國女性，而化學作家基特·查普曼（Kit Chapman）寫道菲爾斯是參與新元素發現「的第一位非裔美國女性。」。

## 其他網站
- . Oak Ridge National Laboratory.   [2019-02-04]. （原始内容存档于2019-06-09） –YouTube.
- A deleted Wikipedia page speaks volumes about its biggest problem（页面存档备份，存于）-from Fast Company